# Torvosaure
El torvosaure (Torvosaurus) és un gènere de gran dinosaure teròpode que va viure al Juràssic superior (a l'estatge Kimmeridgià mitjà-superior a Nord-amèrica, a l'estatge Titonià a Europa).
La mida del torvosaure no es coneix amb certesa, ja que només s'ha trobat material incomplet, però va ser un gran teròpode. S'estima que el material nord-americà de torvosaure pertanyia a un individu d'uns 9 metres de longitud, amb un pes de 2,15 tones.